# El Tío Camorra
El Tío Camorra fue un periódico satírico editado en la ciudad española de Madrid entre 1847 y 1848, durante el reinado de Isabel II, en la llamada Década Moderada.

## Historia
Subtitulado «periódico político y de trueno», era impreso en Madrid, en las imprentas de J. M. Ducazcal y de J. Llorente. Su primer número aparecería el 1 de septiembre de 1847, con periodicidad semanal, en ejemplares de dieciséis páginas. Después se hizo de mayor tamaño y menor número de páginas, titulándose «El Tío Camorra, diario satírico y de trueno». Cesó el 23 de julio de 1848. Periódico satírico y democrático, fue dirigido y redactado por Juan Martínez Villergas. En su etapa como diario colaboró en la publicación Juan de la Rosa González.